# NARS Cosmetics
NARS Cosmetics è un brand di cosmesi appartenente al gruppo Shiseido fondato dal make-up artist e fotografo francese François Nars.

## Storia
La linea constava inizialmente di dodici rossetti venduti da Barneys New York. Da allora, NARS ha creato diversi cosmetici multi-uso. L'imballaggio minimalista fu ideato da Fabien Baron.
Nel 1996 Nars diede vita alla prima campagna pubblicitaria occupandosi egli stesso delle fotografie.
Durante tutti gli anni novanta, la sua creatività lo rende uno dei protagonisti del fenomeno delle top model, e della trasformazione d'immagine di Madonna.
È il responsabile del modo in cui le donne si truccano oggi, avendo eliminato per primo la pesantezza del make up degli anni ottanta a favore di un risultato più luminoso e naturale.
Alcuni prodotti hanno nomi provocanti come "Orgasm", "Deep Throat", "Striptease," e "Sex Machine". Il fard "Orgasm" è il prodotto più venduto e rinomato del marchio, ed è stato nominato miglior blush di Sephora nel 2006, 2007 e 2008.
È considerato uno dei brand più cool del panorama cosmetico, utilizzato dai più importanti professionisti del settore e amato dalle star.
Nel Regno Unito i prodotti NARS sono venduti da Harvey Nichols, Liberty (Carnaby street) e Selfridges.
Negli Stati Uniti il brand si trova 42 Stati. La linea di cosmetici è in vendita da Sephora, come pure in Francia, ma è distribuito anche nei grandi centri commerciali come Saks Fifth Avenue, Bloomingdale's, e Nordstrom. Da giugno 2013 i prodotti NARS sono distribuiti in Italia da Sephora.